# گراندفیلد (اکلاهما)
گراندفیلد(به انگلیسی: Grandfield) شهری در ایالت اکلاهما کشور ایالات متحده آمریکا است که جمعیت آن در سرشماری سال ۲۰۱۰ میلادی، ۱٬۰۳۸ نفر بوده‌است.